# Богуслав (Павлоградский район)
Богусла́в (укр. Богуслав) — село,
Богуславский сельский совет,
Павлоградский район,
Днепропетровская область,
Украина.
Код КОАТУУ — 1223581801. Население по переписи 2001 года составляло 3880 человек .
Является административным центром Богуславского сельского совета, в который не входят другие населённые пункты.

## Географическое положение
Село Богуслав находится на левом берегу реки Самара , выше по течению на расстоянии в 3 км расположено село Олефировка (Петропавловский район), ниже по течению на расстоянии в 3 км расположен город Павлоград, на противоположном берегу в 4-х км — село Богдановка. Река в этом месте извилистая, образует лиманы, старицы и заболоченные озёра.
Рядом проходят автомобильная дорога М-04 (E 50) и железная дорога (станция Богуславский).

## История
- Впервые в исторических документах Богуслав упоминается в 1784 году.

## Экономика
- ООО «Глория».
- ОАО «Агропромтехника».
- ЗАО «Автотехснаб».
- ЗАО «Агрофирма им. Ильича».

## Объекты социальной сферы
- Лицей
- Детский сад
- Детский сад
- Дом культуры.
- Историко-краеведческий музей.
- Терапевтическое отделение центральной районной больницы.

## Достопримечательности
- Братская могила советских воинов.